# Enchenopa gracilis
Enchenopa gracilis är en insektsart som beskrevs av Ernst Friedrich Germar. Enchenopa gracilis ingår i släktet Enchenopa och familjen hornstritar. Inga underarter finns listade i Catalogue of Life.